# Adrian Cole
Adrian Lindley Trevor Cole (ur. 19 czerwca 1895, zm. 14 lutego 1966) – australijski lotnik wojskowy, jeden z wyższych dowódców Royal Australian Air Force (RAAF) w stopniu wicemarszałka.
Po wstąpieniu do armii na początku I wojny światowej Cole został skierowany w roku 1916 do lotnictwa, gdzie służył w dywizjonie 1 RAAF na Bliskim Wschodzie, a następnie – w dywizjonie 2 RAAF na froncie zachodnim w Europie. Uznany został za asa myśliwskiego po potwierdzonym zestrzeleniu dziesięciu samolotów nieprzyjaciela, za co udekorowano go odznaczeniami Military Cross i Distinguished Flying Cross. Ponadto został odznaczony CBE i DSO.
W roku 1935 Cole został awansowany do stopnia Wing Commander. W rok później został mianowany dowódcą Bazy RAAF w Richmond niedaleko Sydney. Podczas II wojny światowej Cole stał na czele Okręgu Północnego w Darwin, a następnie służył na stanowiskach dowódczych RAAF w Afryce Północnej, Anglii, Irlandii Północnej i na Cejlonie. Podczas rajdu na Dieppe w roku 1942 został ranny. Po przejściu na emeryturę w roku 1946 Cole zasiadał w radach nadzorczych firm związanych z lotnictwem.

## Młodość i I wojna światowa
Adrian Cole urodził się w Glen Iris (przedmieście Melbourne) jako syn prawnika i lekarza Roberta Cole’a i jego żony Helen. Podczas pobierania nauki w szkołach publicznych w Melbourne wstąpił do Korpusu Kadetów. Gdy w sierpniu 1914 roku wybuchła I wojna światowa, Cole otrzymał przydział oficerski do 55. (collingwoodzkiego) pułku piechoty. Zrezygnował jednak z tego przydziału, by wstąpić do Australijskiego Korpusu Lotniczego – co nastąpiło 28 stycznia 1916 roku – z zamiarem zostania pilotem.

### Bliski Wschód

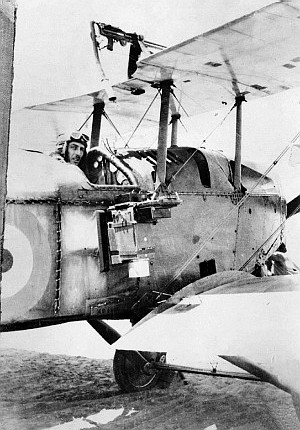
Porucznik Adrian Cole w Martinsyde Elephant wyposażonym w kamerę do zdjęć lotniczych

Po przydzieleniu do 1 dywizjonu (do roku 1918 zwanego dywizjonem 67 Royal Flying Corps) Cole 16 marca 1916 roku opuścił Melbourne na pokładzie płynącego do Egiptu transportowca HMAT (His Majesty Australian Transport) Orsova. W czerwcu otrzymał stopień podporucznika, a w sierpniu rozpoczął loty treningowe. Na początku roku 1917 podjął pierwsze loty łącznikowe i rozpoznawcze podczas walk na półwyspie Synaj i w Palestynie. 25 lutego wziął udział w pierwszych próbach koordynowania działań powietrznych i morskich Sprzymierzonych, kierując przez radio ze swojego dwupłatowca BE-2 ogniem okrętów francuskich na umocnienia Jafy. 20 kwietnia Cole i jego towarzysz broni z dywizjonu, por. Roy Maxwell Drummond, zaatakowali sześć nieprzyjacielskich samolotów, które zamierzały obrzucić bombami kawalerię Sprzymierzonych, rozproszyli ich formację i ścigali aż do linii frontu. Obaj piloci otrzymali za tę akcję Military Cross, a uzasadnienie zostało opublikowane w dodatku do London Gazette 16 sierpnia 1917 roku. Napisano w nim:

ppor. Adrian Trevor Cole, Flying Corps. Za nadzwyczajne męstwo i oddanie sprawie. Wraz z innym pilotem zaatakował sześć nieprzyjacielskich maszyn zamierzających rozpocząć atakowanie naszej kawalerii bombami. Walka trwała dopóty, dopóki wszystkie sześć maszyn nieprzyjaciela nie zostało zmuszonych do odwrotu. Jego doświadczenie i bohaterstwo w każdej akcji są warte najwyższych nagród.

W dzień po odebraniu odznaczenia podczas lotu nad Tel el Sheria Martinsyde G.100 „Elephant” Cole’a został trafiony ogniem z ziemi. Pilot znalazł się za linią frontu; wkrótce został uratowany przez kpt. Richarda Williamsa, który wylądował obok jego unieruchomionej maszyny. 26 czerwca po rajdzie ośmiu samolotów na dowództwo IV Armii tureckiej w Jerozolimie Cole i towarzyszący mu pilot doznali usterek maszyn podczas podobnej akcji ratowania zestrzelonego lotnika; w rezultacie wszyscy trzej piloci zostali zmuszeni do marszu przez bezwodną pustynię, dopóki nie zostali przejęci przez patrol Australian Light Horse.

### Front zachodni

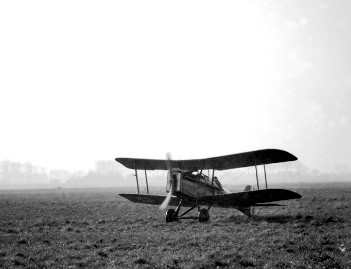
Dwupłatowiec S.E.5 Dywizjonu 2 RAAF ląduje w Lille, listopad 1918

Awansowany do stopnia kapitana w sierpniu 1917, Cole został skierowany do Francji jako dowódca eskadry w dywizjonie 2 RAAF (będącego do roku 1918 dywizjonem 68 RFC). Latając myśliwcem S.E.5 na froncie zachodnim, zestrzelił (lub wyeliminował z walki) w okresie od lipca do października 1918 roku dziesięć samolotów nieprzyjaciela, za co otrzymał tytuł asa i przydomek King. Podczas samotnego lotu nad doliną Leie 19 sierpnia 1918 roku Cole wyeliminował dwa niemieckie myśliwce, sam ledwie unikając zestrzelenia przez pięć trójpłatowców Fokkera, ściganych przez grupę myśliwców Bristol Sprzymierzonych. 24 września dowodził patrolem piętnastu S.E.5, który zniszczył lub uszkodził osiem myśliwców niemieckich nad Haubourdin i Pérenchies, przy czym wyeliminowanie jednego Pfalza D.III przypisano jemu.
Cole został odznaczony Distinguished Flying Cross za akcję 7 października 1918 roku, kiedy to poprowadził Dywizjon 2 poprzez „tornado ognia zaporowego” do uderzenia na nieprzyjacielskie centrum transportowe w Lille. Podczas tego rajdu dokonał z powodzeniem bombardowania pociągów towarowych i transportów wojska, a ponadto wyłączył z akcji kilka baterii dział przeciwlotniczych, po czym bez strat przyprowadził swą formację na lotnisko.
| Lp. | Data            | Godzina | Jednostka  | Samolot własny | Samolot przeciwnika                              | Miejsce starcia |
| --- | --------------- | ------- | ---------- | -------------- | ------------------------------------------------ | --------------- |
| 1   | 1 czerwca       | 19:30   | Dyw. 2 AFC | S.E.5a (D3962) | Fokker Dr.I                                      | Estrées         |
| 2   | 2 czerwca       | 19:05   | Dyw. 2 AFC | S.E.5a (D3962) | Pfalz D.III                                      | Clary           |
| 3   | 17 lipca        | 17:30   | Dyw. 2 AFC | S.E.5a (C1934) | Fokker Dr.I (wspólnie z kpt. Charlesem Stone’em) | Armentières     |
| 4   | 7 sierpnia      | 6:30    | Dyw. 2 AFC | S.E.5a (C1934) | Fokker D.VII                                     | Herrin          |
| 5   | 14 sierpnia     | 19:40   | Dyw. 2 AFC | S.E.5a         | Rumpler C                                        | Wavrin          |
| 6   | 19 sierpnia     | 9:50    | Dyw. 2 AFC | S.E.5a (D6948) | Fokker D.VII                                     | Haubourdin      |
| 7   | 19 sierpnia     | 10:00   | Dyw. 2 AFC | S.E.5a (D6948) | Fokker D.VII                                     | Épinoy          |
| 8   | 25 sierpnia     | 11:30   | Dyw. 2 AFC | S.E.5a (D6948) | DFW C (wspólnie z kpt. Jamesem Wellwoodem)       | Épinoy          |
| 9   | 25 września     | 18:35   | Dyw. 2 AFC | S.E.5a (D6964) | Pfalz D.III                                      | Haubourdin      |
| 10  | 28 października | 11:20   | Dyw. 2 AFC | S.E.5a (D6964) | Fokker D.VII                                     | Peruwelz        |

Dwa zwycięstwa zostały przypisane również innym pilotom (kapitanowie Charles Stone i James Wellwood), co oznacza że Cole miał dziewięć, a nie dziesięć „pełnych” zestrzeleń.

## Okres międzywojenny

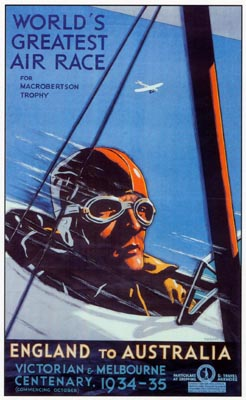
Plakat reklamujący zawody lotnicze w latach 1934–1935; w ich organizacji brał udział Cole

Po powrocie do Australii w lutym 1919 Cole na krótko trafił do cywila, by w styczniu 1920 roku wstąpić do Australian Air Corps, krótko istniejącej poprzedniczki Australian Flying Corps. 17 czerwca w towarzystwie kpt. Hippolyte De La Rue osiągnął na samolocie DH.9 wysokość 9 000 m, zdobywając rekord wysokości dla Australii (rekord ten nie został pobity przez prawie dziesięć lat). Przeniesiony do RAAF w stopniu kapitana w marcu 1921 roku stał się jednym z pierwszych 21 oficerów tej formacji.
30 listopada wziął ślub ze swoją kuzynką Katherine Cole, z którą miał dwóch synów i dwie córki. W roku 1923 Squadron Leader Cole został wysłany do Anglii, by uczęszczać na zajęcia w RAF Staff College w Andover, a po powrocie do Australii w 1925 roku zostać szefem wyszkolenia Awansowany do stopnia Wing Commander został komendantem 1 Szkoły Pilotażu (1FTS) w bazie Williams Point Cook w prowincji Victoria, gdzie pracował w latach 1926–1929.
W roku 1929 objął dowództwo nad bazą RAAF w Laverton i pełnił tę funkcję do stycznia 1933 roku, kiedy to został mianowany Air Member for Supply (AMS). AMS zajmował miejsce w Air Board (Radzie Lotnictwa), której przewodniczył szef sztabu lotnictwa, a która była odpowiedzialna za kontrolowanie i administrowanie RAAF. W marcu 1932 roku na zaproszenie burmistrza Melbourne objął funkcję współorganizatora rajdu lotniczego „MacRobertson Air Race” z Anglii do Australii, co miało upamiętnić w roku 1934 stulecie istnienia miasta. Awansowany do stopnia Group Captain, w styczniu 1935 objął dowodzenie bazy RAAF w Richmond w Nowej Południowej Walii.

## II wojna światowa

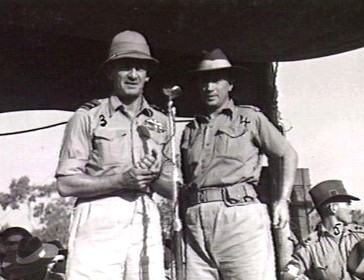
Wicemarszałek Cole jako dowódca Obszaru Półmocno-Zachodniego

W chwili wybuchu II wojny światowej we wrześniu 1939 roku w Sydney powstała Grupa Lotnicza Nr 2; Cole stanął na jej czele. Został mianowany Air Commodore w grudniu, a z początkiem nowego, 1940 roku, objął dowództwo Obszaru Południowego. We wrześniu roku 1941 został wysłany do Afryki Północnej jako głównodowodzący 235 Skrzydła RAFm tzw. Desert Air Force, gdzie powołał do życia 459 Dywizjon RAAF przeznaczony do śledzenia i niszczenia okrętów podwodnych nieprzyjaciela. Wysłany do Anglii na czele 11. Skrzydła RAF w maju roku 1942 pracował na pokładzie niszczyciela HMS Calpe jako kontroler lotów podczas rajdu na Dieppe. Odpowiadał za parasol powietrzny nad wybrzeżem francuskim. W trakcie wykonywania tych obowiązków na skutek ataku niemieckiego myśliwca został poważnie ranny w szczękę i pierś, w związku z czym spędził kilka tygodni w szpitalu.
W maju 1943 Cole wrócił do Australii, gdzie od lipca przejął z rąk komandora Franka Bladina dowodzenie Obszaru Północno-Zachodniego. Operując z bazy w Darwin, odpowiadał za obronę przeciwlotniczą w regionie, rozpoznanie, ochronę alianckich transportów, a później – operacje ofensywne podczas kampanii na Nowej Gwinei. Cole uznał, że baza jest utrzymywana na dobrym poziomie, ale obrona przeciwlotnicza jest niewystarczająca, w związku z czym rekomendował wzmocnienie myśliwcami dalekiego zasięgu, jak np. P-38 Lightning. Musiał ograniczyć się do posiadanych trzech dywizjonów spitfire’ów oraz możliwości wezwania na pomoc samolotów 5. Floty USAAF. Pomiędzy sierpniem a wrześniem ograniczył liczbę lotów zwiadowczych dla „maksymalnego zwiększenia liczebności lotów bombowych”, czym odpowiedział na prośbę generała MacArthura o zapewnienie wsparcia lotniczego operacjom lądowania w rejonie Lae-Nadzab. Samoloty Consolidated B-24 Liberator, Lockheed Hudson, Bristol Beaufighter i Consolidated PBY Catalina Obszaru Północno-Zachodniego rozpoczęły naloty mające na celu zniszczenie japońskich baz i odwrócenie uwagi nieprzyjaciela od alianckich operacji w terenie. W marcu i kwietniu 1944, Cole miał już pod swoim dowództwem 13 dywizjonów, które wspierały operacje desantowe w Hollandii i Aitape. W maju nakazał bombardowanie Surabai w ramach operacji Transom.
We wrześniu 1944 Cole przekazał dowodzenie Obszaru Północno-Zachodniego Air Commodore Alanowi Charlesworthowi. Został mianowany wyższym oficerem personalnym (AMP), ale w październiku został odwołany na skutek incydentu w siedzibie dowództwa w Melbourne. Szef sztabu lotniczego, wicemarszałek George Jones, otrzymał anonimowy list, w którym został pomówiony o nadużycie alkoholu w siedzibie sztabu. Dochodzenie nie doprowadziło do niczego, ale Cole otrzymał ostrzeżenie. Pod naciskiem kół rządowych Jones wysłał Cole’a w styczniu 1945 na Cejlon w charakterze oficera łącznikowego RAAF przy dowództwie operacji w Azji Południowo-Wschodniej. Cole przebywał tam do końca wojny, biorąc udział w rokowaniach z Japończykami i uczestnicząc – jako przedstawiciel Australii – w uroczystości podpisania aktu kapitulacji wojsk imperialnych w Singapurze w dniu 12 września 1945.

## Lata powojenne

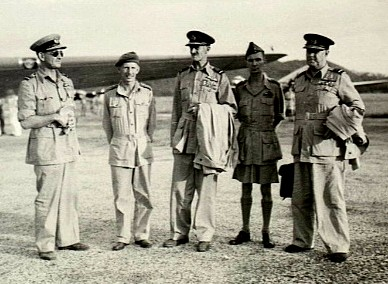
Cole (L) jako oficer łącznikowy na Cejlonie

Cole musiał odejść z RAAF w roku 1946 (podobnie jak większość wyższych oficerów weteranów I wojny światowej) pod pretekstem zwolnienia miejsca dla młodszych oficerów. Tymczasem rzeczywistość przedstawiała się inaczej: wicemarszałek Jones miał powiedzieć ministrowi lotnictwa Arthurowi Drakefordowi, gdy ten pytał go o obsadzenie powojennych stanowisk, że „Cole posiada wszelkie kwalifikacje poza tymi, jakich wymaga się od wysokich stopniem oficerów”. Jego działania w czasie wojny określił jako zbyteczne. Cole ze swojej strony napisał nieco później do „Melbourne Herald”, że jego zdaniem dowództwo RAAF w czasie wojny było „słabe” i że on sam czuł się „znacznie szczęśliwszy, służąc u boku Brytyjczyków w Royal Air Force”.
Mianowany honorowym marszałkiem lotnictwa Cole został oficjalnie zwolniony ze służby w RAAF 17 kwietnia 1946 roku. Po przejściu na emeryturę ubiegał się o wybór z ramienia partii liberalnej na stanowisko Drakeforda, ale nie udało mu się. Pracował jeszcze kilka lat jako dyrektor firmy ubezpieczeniowej Pacific Insurance i linii lotniczych Guinea Airways.
Cole zmarł w Melbourne na przewlekłą chorobę układu oddechowego 14 lutego 1966 roku i został pochowany na cmentarzu Camperdown na przedmieściach Melbourne, po uroczystościach pogrzebowych w bazie RAAF.

## Upamiętnienie
Imieniem Cole’a nazwane zostały Cole Street i Cole Street Conservation Precinct w bazie RAAF Point Cook.
Portret Cole’a i zdobyte przezeń odznaczenia przechowywane były w Naval and Military Club w Melbourne, którego był wieloletnim członkiem. W lipcu 2009 roku, ze względu na likwidację klubu, odznaczenia, podobnie jak inne memorabilia, miały być wystawione na aukcji. Decyzji tej sprzeciwiła się rodzina Cole’a, twierdząc, że ordery zostały jedynie wypożyczone klubowi i że powinny być przekazane Australian War Memorial (AWM). W czasie gdy Sąd Najwyższy stanu Wiktoria rozpatrywał sprawę, zainteresowane strony negocjowały warunki, na jakich odznaczenia Cole’a mogłyby być przekazane AWM. Ostatecznie obie strony ustaliły, że jedynym beneficjentem odznaczeń oraz portretu Cole’a jest jego córka Sonia Clereham, która przekaże je AWM.